# سونی آلفا ۷۷
سونی آلفا ۷۷ (به انگلیسی: Sony Alpha 77) یک دوربین عکاسی ساخت شرکت سونی است.